# Gaston Tong Sang
Gaston Tong Sang (Bora Bora, 7 de agosto de 1949) es un político francés, presidente de la Asamblea de la Polinesia Francesa desde 2018 y alcalde de Bora Bora desde diciembre de 1989, fue presidente de la Polinesia Francesa por varios períodos.
Miembro del partido Tahoera'a Huiraatira, fue candidato a las elecciones presidenciales de marzo de 2005, siendo derrotado en la Asamblea Nacional por Oscar Temaru. El 26 de diciembre de 2006 fue designado Presidente por 31 votos a favor y 26 en contra.
El 18 de enero de 2007 Tong Sang superó una moción de censura presentada por el partido de Oscar Temaru.
Entre 2007 y 2013, Gaston formó parte del partido O Porinetia To Tatou Ai'a, el cual fue creado por él mismo.
- Datos: Q2109562
- Multimedia: Gaston Tong Sang / Q2109562